# Valentino Fioravanti

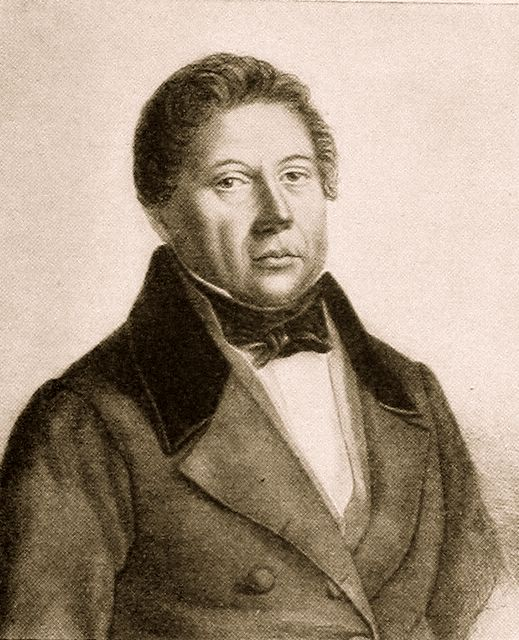
Valentino Fioravanti.

Valentino Fioravanti, född 11 september 1761, död 16 juni 1837, var en italiensk kompositör.
Fioravanti var en av de mest bekanta inom den italienska komiska operan. Han komponerade som kapellmästare vid Peterskyrkan från 1816 en del kyrkomusik och är upphovsman till en lång rad komiska operor, av vilka den mest kända är Le cantatrici villane (1803).